# 臀頭蝦目
臀頭蝦類（Pygocephalomorphs）是一類已滅絕的原始蝦類，在分類學上屬於囊蝦總目臀頭蝦目（Pygocephalomorpha），是甲殼亞門軟甲綱真軟甲亞綱的原始代表。例如：蒂里奧蝦、巢蝦等。

## 特徵
臀頭蝦類的主要特徵是：在原足（protopod）上具有單節雙叉型的胸節附肢（biramous thoracic appendage），尾部具有叉葉（furcallobe）和中關節刺（median articulated spine）；殼瓣兩側鰓蓋發育，頭胸部和腹部近等長或腹部變小（Brooks，1969）。

## 分布
臀頭蝦類的化石僅發現於晚古生代地層，以石炭紀、二疊紀為多。臀頭蝦類分布比較廣泛，在歐洲、美洲、非洲和亞洲等地都有發現（Brooks，1962；Schram，1980，1981）。

## 分類
臀頭蝦目可分為四科以及一個地位未定的屬：
- Notocarididae
- Pygocephalidae
- 蒂里奧蝦科 Tealliocarididae
- Tylocarididae
- Pygaspis